# Section 8 (film)
Section 8 (v originále Section Eight ale také jako Section 8) je americký akční film z roku 2022, který režíroval Christian Sesma. Ve filmu hrají Ryan Kwanten, Dolph Lundgren, Dermot Mulroney, Scott Adkins, Mickey Rourke a Justin Furstenfeld.

## Děj
Během války v Afghánistánu je jednotka námořní pěchoty přepadena Tálibánem, přičemž jedinými přeživšími jsou Jake Atherton a jeho velící důstojník kapitán Tom Mason. Po propuštění z armády pracuje Jake jako mechanik v autoservisu, který vlastní bývalý člen gangu Earl. Poté, co Jake zneškodní skupinu mexických gangsterů, kteří přišli vymáhat Earlův dluh, gangsteři jako odplatu vyvraždí jeho rodinu. Jake je vystopuje do nočního klubu, kde se gang schází, a všechny je zabije. Předtím, než je Jakem popraven, vůdce gangu Jakeovi prozradí, že někdo je donutil zabít jeho rodinu.
Jake je z vězení propuštěn díky Masonovi a je najat mužem jménem Sam Ramsey pro tajnou organizaci zvanou Section 8, která je oprávněna "eliminovat jakékoli hrozby, kdekoli na světě". Je to skupina atentátníků, která podniká různé mise - včetně jedné, jejímž cílem je zabít senátora. V tomto okamžiku si Jake uvědomí, že tajná organizace není tím, čím se zdá být. Nakonec se musí postavit proti lidem, se kterými spolupracuje.

## Obsazení
- Ryan Kwanten jako Jake Atherton
- Dolph Lundgren jako kapitán Tom Mason
- Dermot Mulroney jako Sam Ramsey
- Scott Adkins jako Leonard Locke
- Mickey Rourke jako Earl Atherton
- Robert LaSardo jako Fresh
- Maurice Compte jako státní návladní Martin Savoy
- Geoffrey Blake jako senátor Jim Graham
- Jessica Medina jako slečna Martinez
- Justin Furstenfeld jako Ajax Abernathy
- Dan Matteucci jako agent FBI
- Tracy Perez jako Liza Mueller
- Kimi Alexander jako Ashton Atherton
- Noah Alexander Sosnowski jako Weston Atherton
- Mary Christina Brown jako agentka Morrow
- Paul Sloan jako Roland Brunner
- Stephen Cyrus Sepher jako Edward Grayson
- Robert Laenen jako Enod Bacharav
- Zachary Michael Cruz jako Landon